# Economia României
Economia României a devenit o economie de piață odată cu adoptarea Constituției din 1991. Conform acesteia, statul este obligat să asigure libertatea comerțului și protecția concurenței loiale. În economia României acționează așadar legea cererii și a ofertei, la baza căreia se află proprietatea privată care trebuie protejată și garantată.
Țara se poziționează în categoria economiilor emergente, având un grad ridicat de complexitate și o forță de muncă specializată, iar în 2020 și 2022 s-a clasificat drept "economie cu venituri mari" (high-income economy) conform rapoartelor Băncii Mondiale. Odată cu sfârșitul anului 2022, economia României se află pe locul 12 în Uniunea Europeană ca mărime și a 7-a ca putere, atunci când PIB-ul este ajustat la paritatea puterii de cumpărare (PPC).

## Privire istorică

### Comerțul în România în perioada 1937-1939
Ramurile cele mai importante ale industriei erau industria petroliferă și cea a gazelor naturale. Principalele resurse de petrol se găseau la poalele Carpaților lângă Ploiești, la intrarea dinspre Pasul Predeal. Producția de păcură era controlată în mod rigid de către guvernul român, deși anumite companii străine aveau interese mari față de aceasta. Producția totală de păcură era de 6.240.000 tone în anul 1939. Exporturile totale de produse petrolifere erau de 9.313.000.000 lei (55.878.000 $), un leu având valoarea de 0,006$.
Sarea și tutunul erau monopoluri de stat. Tutunul ce provenea în cea mai mare parte din Câmpia Dunării era de proastă calitate, însă era sursa principală de venit a localnicilor. În comparație cu tutunul balcanic, tutunul românesc avea o frunză slabă și era netratat.
Industria extracției și prelucrării cărbunelui era limitată la zona din jurul Aninei din Banat, însă cărbunele extras era de foarte bună calitate. La Anina se produceau 300.000 tone de cărbune anual. Cărbunele extras de la Sacu, Doman și Ocna de Fier era livrat unor oțelării importante. Se spunea în acea vreme că în regiunea Hunedoara, la sudul localității Deva, ar exista resurse nedescoperite.
Lignitul era extras în mari cantități din regiunea Hunedoara și din regiunea dintre Vârciorova și Bacău, însă cele mai importante zăcăminte se aflau în Muntenia și Moldova. Producția totală de lignit în 1937 era de 2.183.508 tone.
Antracitul era extras din districtul Gori de la Schela și din Moldova și Muntenia, însă cantitatea totală nu depășea 201.000 tone.
Gazele naturale erau exploatate pe scară largă în regiunile Sărmășel, Zau de Câmpie, Șaroș pe Târnave, Bazna și Copșa Mică din Transilvania. Era exploatată o suprafață de 114 km pătrați; în general 140.000.000 metri cubi de gaz metan puteau fi extrași de pe un kilometru pătrat.
Industria oțelului se afla în Banat, fiind în legătură cu minele de cărbune de acolo, având o producție anuală de 129.060 tone în 1937.
Pescăriile din regiunea Dunării erau de o importantă valoare comercială și după pescăriile de pe Volga, pescăriile din josul Dunării, de lângă Giurgiu și Oltenița, Călărași, Cernavodă și Hârșova și cele de lângă Ostrov, erau cele mai extinse și mai bogate din Europa. Pescuitul din lacuri era neînsemnat, însă producția anuală a Deltei Dunării era de aproximativ 9.000.000 kilograme.
România era una dintre cele mai bogate țări din sud-estul Europei în ceea ce privește grânele. Muntenia și Basarabia produceau de două ori mai mult decât cantitatea produsă în Transilvania. Producția totală era doar puțin mai scăzută decât cea a Germaniei și reprezenta o cincime din cea a Canadei. Grâul era de calitate foarte bună și era recoltat în mare măsură mecanizat, iar fermele românești erau bine dotate.
Exportul de grâu a scăzut în mod considerabil din 1914, deși în 1911 reprezenta 70% din valoarea totală a exporturilor. De atunci locul a fost luat de exportul de gaze naturale. Principalii clienți pentru exporturile de grâu erau țări ca Belgia, Olanda, Germania și Marea Britanie.
Industria de prelucrare a lemnului exporta în 1938 produse în valoare de 2.465.000 lei.

### Economia românească în perioada 1950-1989

#### Economia de comandă-control
Stadiul de dezvoltare la care ajunsese economia României la sfârșitul anului 1989, după mai bine de patru decenii de guvernare comunistă, este evidențiată prin trăsăturile de bază ale mecanismului de funcționare a vieții economice și sociale din acea perioadă. Una dintre trăsături era dominația proprietății socialiste, de stat și cooperatiste, monopolul acesteia în toate ramurile economiei naționale, care și-a pus amprenta asupra funcționării întregului sistem economic românesc.
Astfel s-a impus conducerea unitară centralizată, cu ajutorul planului național unic al întregii activități economice și sociale. Planificarea centralizată a dezvoltării întregii economii naționale, realizată pe cinci ani și anual, era mijlocul principal de dirijare și corelare ex-ante a activității agenților economici din toate ramurile producției naționale. La nivelul macroeconomiei s-au pus bazele strategiei generale de dezvoltare economico-socială și tacticii de urmat, până la etajele inferioare ale economiei. În aceste condiții, activitatea agenților economici și, în general, macroeconomia, se desfășurau potrivit normelor și reglementărilor stabilite de sus în jos, în concordanță cu indicatorii economico-financiari din planul național unic aprobate de conducerea țări. Prin exercitarea capacității de decizie, în problemele fundamentale ale activității economice la nivelul macroeconomiei, autonomia managerială a agenților economici era limitată la elemente de mică importanță pentru strategia și tactica întreprinderii.
Piața era considerată o componentă pașnică a sistemului economic, rolul ei reducându-se, în principal, la desfășurarea actelor de vânzare-cumpărare, legate de aprovizionarea tehnico-materială a întreprinderilor și de trecere în consumul populației a bunurilor economice necesare.
Prețul, dobânda, creditul, salariile, impozitele și taxele erau dirijate de la centru, prin planul național unic, fără să reflecte prin nivelul și evoluția lor raportul real dintre cerere și ofertă pe piața internă, dar nici condițiile de pe piața internațională. Concurența nu mai avea rolul de a regla piața, de aceea eficiența și rentabilitatea activității agenților economici nu reflectau realitățile interne și internaționale. Resursele economice erau alocate centralizat, prin planul național, iar agenții economici nu mai dispuneau de autonomia și libertatea necesare folosirii propriilor mijloace economico-financiare.
Procesele de modernizare și retehnologizare a capacităților de producție erau dirijate centralizat prin planuri și programe speciale, adoptate pe ramuri și subramuri, sau chiar pe ansamblul economiei naționale. Relațiile economice externe ale României erau organizate și se desfășurau pe planul național unic, iar acțiunea agenților economici în acest domeniu era în mare măsură supusă conducerii centralizate a economiei naționale. Echilibrarea balanței comerciale se realiza prin creșterea forțată a exporturilor și reducerea drastică a importurilor, având consecințe grave asupra satisfacerii cererilor de pe piața internă și dezvoltării economiei pe termen mijlociu și lung. Eficientizarea comerțului exterior era concepută și urmărită la nivel macroeconomic, iar agenților economici nu li se permitea să adopte cele mai bune măsuri și să folosească cele mai adecvate mijloace economico-financiare. Nu exista interesul necesar găsirii unor modalități mai eficiente de conducere a afacerilor internaționale.
Veniturile salariaților și ale țăranilor nu reprezentau eficiența reală a activității depuse de fiecare lucrător, ci de o eficiență globală. Producătorii direcți ai bunurilor economice erau tot mai mult îndepărtați de rezultatele muncii lor. Din cauza fenomenului de înstrăinare economică, oamenii au început să manifeste un comportament individual și colectiv bazat pe nepăsare și lipsă de răspundere, cu consecințe directe asupra motivației muncii. Au existat și o serie de încercări eșuate de perfecționare a mecanismului economic, cu scopul de a crește nivelul rentabilității și competitivității.

#### Dezvoltarea economico-socială
Stadiul de dezvoltare economico-socială a României poate fi caracterizat prin urmărirea indicatorilor macroeconomici care exprimă potențialul și nivelul economiei, structura acesteia, eficiența folosirii factorilor de producție și gradul de competitivitate internațională, nivelul de trai al populației. În perioada 1950-1989, creșterea economică a avut un caracter extensiv, mai ales după 1970, când s-a accentuat preponderența acțiunii factorilor cantitativi în susținerea indicatorilor macroeconomiei. Deceniul 1970-1980 a marcat cea mai puternică extindere a câmpului de producție în întreaga economie, în afară de industrie, unde extensivitatea dezvoltării a fost deosebit de puternică. Produsul social a înregistrat o creștere rapidă față de venitul național, fapt ce a dus la scăderea ponderii venitului național în cadrul produsului social. Fiecare unitate de venit se obține în acest caz cu cheltuieli materiale din ce în ce mai mari.
În deceniul 1970-1980 a fost înregistrată o rată de acumulare ridicată, în medie anuală de 35,7%, cea mai mare parte a investițiilor fiind orientate către industrie. Referitor la contribuția ramurilor la crearea venitului național, tendința dominantă care s-a manifestat în această perioadă a fost legată de schimbarea caracterului structurii de ramură, din agrar industrială în industria agrară.
În 1989, industria și construcțiile deveniseră sectoarele preponderente ale structurii de ramură ale producției naționale. Această tendință a fost rezultatul creșterii semnificative a venitului național creat în industrie și a unei creșteri mai reduse a venitului național creat în agricultură. Populația ocupată a înregistrat creșteri în industrie și construcții și scăderi în agricultură. Ponderea industriei în volumul fondurilor fixe ale economiei naționale a crescut, iar ponderea agriculturii a scăzut. Din volumul total al investițiilor din perioada 1950-1989, industria a primit cea mai mare parte, în timp ce agricultura a primit o parte redusă.
Caracterizarea în ansamblu a stadiului dezvoltării economico-sociale se obține prin combinarea indicatorilor de nivel, raportați la populație, cu indicatorii eficienței. Față de media europeană a PIB pe locuitor în 1988, de 9.725 de dolari americani și de cea mondială, de 3.853 de dolari, România cu 2.624 de dolari avea un nivel de aproape 3,7 ori mai scăzut decât cel european și se afla sub nivelul mediu mondial. În ceea ce privește indicatorul PNB (produs național brut) pe persoană activă (productivitatea muncii sociale), față de o medie europeană de 17.217 dolari și de o medie a țărilor dezvoltate de 32.793 dolari, la nivelul anului 1988, România se prezenta la un nivel mai scăzut de 3,74 ori și respectiv de 7,13 ori. Sub aspectul randamentului la cereale, România se situa, la sfârșitul anului 1989, pe unul din ultimele locuri în Europa. Nivelul înregistrat de țara noastră la consumul de îngrășăminte chimice la hectar și la numărul de tractoare ce reveneau la o mie de hectare era de peste două ori și respectiv șase ori mai scăzut, la acești doi indicatori, față de media țărilor europene dezvoltate. De asemenea, producția medie pe vacă furajată a fost în România în anul 1988, de 1.955 kilograme, față de media europeană de 3.161 kg și media țărilor dezvoltate de 4.120 kilograme. Locul României în ierarhia mondială se reflecta la acel moment și cu ajutorul indicatorului volumului de exporturi pe locuitor. Acesta era în anul 1988 de 453 de dolari americani pe locuitor, față de media europeană de 1.885 de dolari și de o medie a țărilor europene dezvoltate de 3.635 dolari.
În 1989, s-a înregistrat un excedent al contului curent al balanței de plăți de 2,8 miliarde dolari, folosit pentru lichidarea datoriei externe și creșterea rezervelor internaționale ale României.

#### Situația în decembrie 1989
La data de 21 decembrie 1989, România avea un produs intern brut de 800 miliarde de lei, adică de aproximativ 53,6 miliarde de dolari, și un curs mediu de schimb de 14,92 lei pentru un dolar. Exporturile României totalizau, în anul 1989, 5,9 miliarde de dolari. Datoria externă a țării, în valoare de 11-12 miliarde dolari, era achitată integral, din februarie 1989. În jur de 58% din venitul național era realizat de industrie și 15% de agricultură. Populația angajată reprezenta peste 73% din cea ocupată. Salariul minim era de aproximativ 2.000 de lei, adică 135 de dolari. România avea peste opt milioane de salariați și 3,6 milioane de pensionari. Peisajul bancar cuprindea cinci instituții - Banca Națională a României, Banca Română de Comerț Exterior, Banca pentru Agricultură și Industrie Alimentară, Banca de Investiții și Casa de Economii și Consemnațiuni.

## Puterea economică a României
Principalele industrii ale României sunt cea textilă și de încălțăminte, industria metalurgică, de mașini ușoare și de asamblare de mașini, minieră, de prelucrare a lemnului, a materialelor de construcții, chimică, alimentară și cea de rafinare a petrolului. O importanță mai scăzută reprezintă industriile farmaceutică, a mașinilor grele și a aparatelor electrocasnice. În prezent, industria constructoare de mașini (vedeți Dacia Logan) este foarte largă și este orientată înspre piață. Industria românească de IT cunoaște o creștere anuală constantă.
Puterea economică a României este concentrată în primul rând pe producerea de bunuri de către întreprinderile mici și mijlocii în industrii precum cea a mașinilor de precizie, vehiculelor cu motor, industria chimică, farmaceutică, a aparatelor electrocasnice și a îmbrăcămintei.
În 2006 România a reușit să egaleze (la paritatea dolarului) PIB pe locuitor realizat în 1988. Față de media europeană a produsului intern brut pe locuitor în 2007, de 26.208 de dolari americani și de cea mondială, de 8.191 de dolari, România avea un nivel de 7.523 de dolari, aproape de 3,5 ori mai scăzut decât cel european și se afla sub nivelul mediu mondial.

## Economia subterană
În anul 2009, economia subterană reprezenta circa o treime din produsul intern brut al României, potrivit unor estimări ale companiei A.T. Kearney. Aproape două treimi din aceste sume provin din munca la negru, iar restul din nedeclararea veniturilor obținute.
În anul 2013, economia subterană reprezenta 40 de miliarde de euro în 2013, respectiv 28,4% din produsul intern brut, potrivit unui raport realizat de Consiliul Europei. Nivelul este în ușoară scădere față de 2011, când procentul era de 30% din PIB.
Conform informațiilor furnizate de către Institutul Național de Statistică, în anul 2020 economia subterană reprezenta 21% din valoarea produsului intern brut al României.

## Sectoarele economiei
Clasificarea activităților din economia națională (CAEN). 

### Industrie
Principalele ramuri industriale sunt industria constructoare de mașini, chimică, petrochimică, a materialelor de construcții, de prelucrare a lemnului și industria ușoară.
În cadrul industriei constructoare de mașini se produc utilaje petroliere pentru platforme de foraj terestru și marin la Ploiești, Târgoviște, Bacău, București și Galați, utilaje miniere la Baia Mare și Petroșani, mașini unelte  la București, Oradea, Arad, Râșnov și Târgoviște, și produse ale industriei de mecanică fină. 

Tractoare se produc la Brașov, Craiova și la Miercurea-Ciuc, iar alte mașini agricole la București, Piatra Neamț, Timișoara și Botoșani. Locomotive se produc la București și Craiova, vagoane la Arad, Caracal, Drobeta-Turnu Severin, autoturisme la Pitești și Craiova, autocamioane la Brașov, nave maritime la Constanța, Giurgiu, Oltenița și aeronave la București, Bacău, Brașov și Craiova.
Înainte de 1990, România producea peste 40.000 de tractoare pe an. În 2001, numărul lor scăzuse la 5.300 de bucăți, iar în 2006 companiile autohtone au raportat fabricarea a 3.300 de unități. După închiderea uzinei din Brașov, în 2007, producția internă din domeniu s-a prăbușit, ajungând la numai câteva zeci de unități anual, producția internă fiind realizată de Mat Craiova și Mecanica Ceahlău.
Industria electronică și electrotehnică este reprezentată prin întreprinderi amplasate în principal în București, Iași, Timișoara, Craiova, Pitești.
Industria chimică s-a dezvoltat în ultimele decenii datorită existenței unei game largi de materii prime existente în țară: cantități de sare, sulf, potasiu, lemn de rășinoase, stuf, gaz metan, produse animaliere. Industria de prelucrare a sării s-a dezvoltat la Borzești, Băile Govora, Râmnicu Vâlcea, Târnăveni și Giurgiu. Acid sulfuric se produce la Baia Mare, Zlatna, Copșa Mică, Turnu Măgurele, Valea Călugărească și Năvodari.
Industria petrochimică produce cauciuc sintetic la combinatele petrochimice de la Brazi și Borzești, mase plastice la Ploiești, Făgăraș, Brazi, Borzești, Pitești, fire și fibre sintetice la Botoșani, Săvinești, Roman, Iași. Industria chimică și industria celulozei și hârtiei sunt reprezentate prin numeroase centre în toată țara. Se produc medicamente și produse cosmetice, coloranți, vopsele și detergenți.
În cadrul industriei materialelor de construcții se produce ciment, sticlă și articole din sticlărie, ceramică pentru construcții, prefabricate, var. Principalele întreprinderi de ciment se află la Bicaz, Brașov, Fieni, Comarnic, Turda. Sticlă se produce și se prelucrează la București, Mediaș, Târnăveni, Dorohoi, Turda, Avrig, Călărași.
Industria de prelucrare a lemnului dispune de resurse forestiere considerabile. În combinatele de prelucrare a lemnului se produc plăci aglomerate, fibrolemnoase, furnire, placaje, mobilă. Cele mai importante unități se află în zonele montane și submontane, la Suceava, Bistrița, Focșani, Pitești, Râmnicu Vâlcea, Târgu Jiu, Arad, Târgu Mureș, Reghin, Satu Mare, București, Brăila și Constanța.
Industriile ușoară și alimentară au tradiție în România, deoarece există importante baze de materii prime autohtone. Importante sunt industria bumbacului, industria de prelucrare a lânii, a confecțiilor și tricotajelor la București, Botoșani, industria zahărului, a uleiurilor, a vinurilor, a panificației.
Industria ușoară din România a fost afectată de contextul internațional. Data de 1 ianuarie 2005 a adus pe plan mondial o măsură preconizată încă din 1995: abolirea totală a sistemului cotelor la importurile de textile.
Aceasta decizie a Organizației Mondiale a Comerțului, care a supravegheat reducerea constantă a cotelor încă din 1995, când fusese semnat la Marrakech Acordul Textil și Vestimentar, înseamnă că toate țările membre ale OMC își deschid porțile în fața importurilor nelimitate din Asia. Mai ales din China, care este principalul beneficiar al acestei măsuri economice. Pentru România, această măsură reprezintă o dublă lovitură. În primul rând, piața internă, deja sufocată de mărfurile chinezești, va fi aproape imposibil de recucerit după această eliminare a cotelor de import.
În al doilea rând, exportatorilor români, pentru care Uniunea Europeană era piața tradițională, cu o pondere de 85% din exporturile de textile, le va fi din ce în ce mai greu să-și păstreze această piață de desfacere.
Numărul de angajați din industria textilă era de 360.000 în anul 2007, și a scăzut la 263.000 până august 2009, industria fiind puternic afectată de criza financiară.
Industria siderurgică - în anul 1989, România a produs 14,4 milioane tone de oțel, cantitate cu care se situa pe locul 13 în lume, la mică distanță de India (14,6 milioane tone).
România producea mai mult oțel decât toată Africa (13,6 milioane tone), decât Spania (12,8 milioane tone), sau Mexic (7,9 milioane tone).
După 1989, cea mai mică producție a fost înregistrată în 2009, cu 2,7 milioane tone. În anul 2010, producția a crescut la 3,9 milioane tone.
În 2010, România a exportat fier și oțel în valoare de aproximativ 1,9 miliarde euro, în timp ce importurile au totalizat aproximativ 2,1 miliarde euro.

#### Energie
Consumul de energie al României în anul 2005 a fost de 40,5 milioane tep (tone echivalent petrol), din care:
- 36,4% - gaze naturale
- 25,1% - țiței și derivați petrolieri
- 22,4% - cărbune și cocs
- 16,1% - hidro și altele

Producția de energie electrică a României a fost de aproximativ 62 TWh în anul 2006 la o putere instalată de 17.630 MW. Din această producție, 58,09% a fost realizată pe bază de combustibili fosili, 32,02% în hidrocentrale, 9,20% - nucleară și 0,68% - alte surse convenționale.
În 2013 producția totală de energie electrică a ajuns la 4.870.098 MW.

### Construcțiile
Industria de construcții a României a avut în anul 2007 o creștere de 32%, fapt care o plasează pe locul doi în Uniunea Europeană, după Slovacia.

### Agricultura
România are o suprafață agricolă de 14,7 milioane de hectare, dintre care doar zece milioane sunt ocupate cu terenuri arabile. După o evaluare făcută în noiembrie 2008, aproximativ 6,8 milioane de hectare agricole nu sunt lucrate.
Agricultura reprezintă 6% din PIB-ul țării (anul 2007), față de 12,6% în 2004. Circa trei milioane de români lucrează în agricultură, aproximativ 30% din totalul persoanelor ocupate (august 2009), comparativ cu doar 4-5 procente în țările occidentale. Agricultura României este departe de ceea ce se practică în Europa atât ca producție, cât și ca tehnologie. Produsele „made în România” sunt prezente în cantități mici pe piața externă, în timp ce importurile cresc de la an la an, fostul „grânar al Europei” în perioada interbelică devenind un importator net pe anumite segmente - exemplele cele mai concludente sunt carnea, fructele și legumele.
Din punct de vedere al mecanizării, în septembrie 2009 situația se prezenta astfel: România dispune de o dotare cu tractoare și utilaje agricole printre cele mai slabe din Europa, încărcătura pe fiecare tractor fiind de aproximativ 54 de hectare, comparativ cu UE, unde media este de numai 13 hectare. Parcul intern de tractoare se ridică la circa 170.000 de unități, din care circa 80% sunt îmbătrânite. Spre deosebire de Occident, unde tractoarele sunt considerate vechi la 3.000-4.000 de ore, în România încărcătura pe tractor ajunge chiar și la peste 12.000 de ore de utilizare.
Problemele majore ale agriculturii din România sunt: lipsa unor investiții majore în agricultură—nu atât din cauza lipsei fondurilor de finanțare, ci mai degrabă din dificultatea accesării acestora—fărâmițarea pământurilor, litigiile legate de proprietate și tehnologia precară. Produsele românești nu corespund întotdeauna standardelor de calitate ale UE, ceea ce și explică lipsa prezenței pe piețele externe, în timp ce mărfurile din import au invadat rafturile magazinelor autohtone.
Dintre companiile străine, au pătruns pe piața românească giganți precum Smithfield Foods, cu investiții de câteva sute de milioane de euro, Cargill, Bunge, Glencore, Lactalis și Meggle.
Conform I.N.S., în 2006 au fost cultivate 991.000 hectare cu floarea-soarelui, 191.000 hectare cu soia și 110.000 hectare cu rapiță.
Producția de cereale s-a ridicat, în 2006, la 15,1 milioane de tone, din care cea de grâu a fost de 5,3 milioane tone, iar cea de porumb - de 8,6 milioane tone.
În anul 2007, peste 60% din culturile agricole au fost distruse de secetă, iar România a obținut o producție de grâu de 3 milioane de tone, fiind apreciată de specialiști drept cea mai mică din 1940. În anul 2006, producția a fost de 5,52 milioane tone.
Recolta de cereale, fructe și legume: (mii de tone)
| An               | 2015         | 2014   | 2013   | 2008  | 2007  | 2006  |
| ---------------- | ------------ | ------ | ------ | ----- | ----- | ----- |
| Grâu             | 7.000 (est.) | 7.458  | 7.296  | 7.144 | 3.044 | 5.520 |
| Porumb           | 7.500 (est.) | 11.734 | 11.305 |       |       | 8.600 |
| Floarea-soarelui |              | 2.129  | 2.142  | 1.159 | 547   |       |
| Cartofi          |              | 3.520  | 3.290  | 3.649 | 3.712 |       |
| Mere             |              | 382    | 387    | 325   | 362   |       |

În anul 2008, efectivul de porci se situa între 5 și 5,5 milioane de capete.
Datorită Politicii Agricole Comune (PAC), România beneficiază de fonduri pentru agricultură în valoare de 14,5 miliarde de euro, în perioada 2007-2013, după cum precizează Banca Mondială în Strategia de Parteneriat cu România pentru 2009-2013.
Suprafața fondului forestier a înregistrat o creștere cu 0,9%, până la 6.484.572 milioane de hectare, la 31 decembrie 2007 comparativ cu 31 decembrie 2006. Volumul de masă lemnoasă recoltată în cursul anului 2007, conform reglementărilor legale, a fost de 17.238 mii metri cubi, cu 9,9% mai mare față de anul precedent.  În anul 2007, s-au realizat lucrări de împăduriri pe o suprafață de 10.716 hectare, cu 31% mai puțin față de 2006.

### Turismul
Turismul reprezintă sectorul economic care dispune de un potențial valoros de dezvoltare ce poate deveni o sursă de atracție atât a investitorilor cât și a turiștilor străini, însă concurența puternică din partea țărilor învecinate (Ungaria, Bulgaria, Croația) și amploarea problemelor legate de competitivitatea turismului românesc îngreunează situația.
Un potențial mare îl reprezintă agroturismul, România fiind una din puținele țări din UE în care se prezervă mediul de tip rural.
Alte puncte turistice importante ce ar putea fi exploatate mai intens, și mai ales dezvoltate, sunt: Valea Prahovei, Delta Dunării, Litoralul Mării Negre, Maramureșul și Bucovina, Munții Apuseni, Valea Oltului etc.

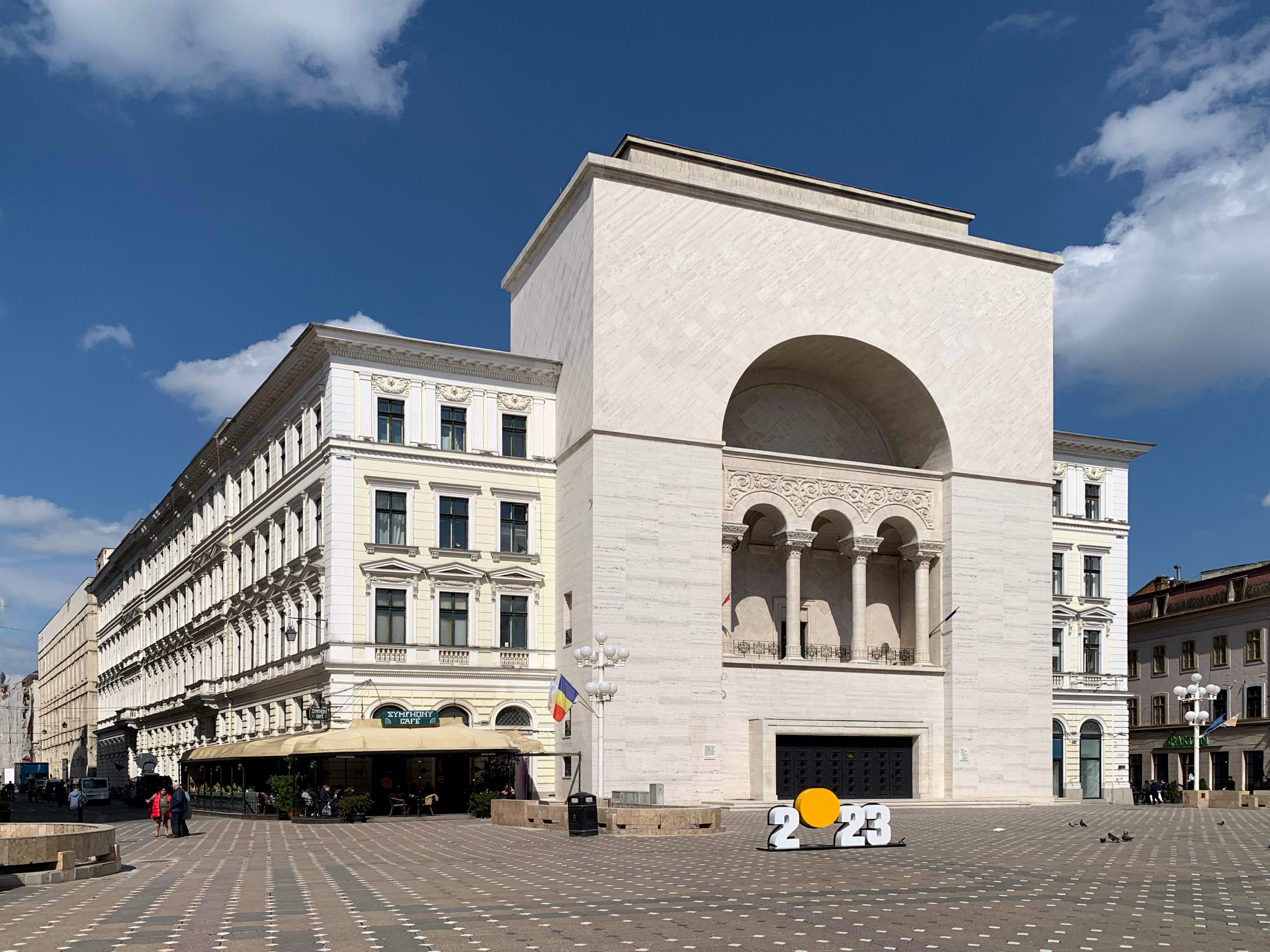
Timișoara, Capitală Europeană a Culturii 2023

Orașe predispuse de a fi importante atracții turistice pentru străini sunt: Sibiu (Capitală Culturală Europeană în 2007), Timișoara (Capitală Culturală Europeană în 2023), Băile-Herculane, Brașov, Cluj-Napoca, Sighișoara, Constanța, Iași, Suceava, Târgoviște, București  etc.
În anul 2009, litoralul Mării Negre din România a fost vizitat de 1,3 milioane de turiști, din care maxim 40.000 au fost străini.

### Comunicațiile

#### Internet
Penetrarea serviciilor de internet în bandă largă a ajuns la 11,7% în ianuarie 2009, față de sub 9% în ianuarie 2008, și este una dintre cele mai mici din Europa, în principal din cauza slabei penetrări a PC-urilor, a lansării târzii a serviciilor de internet pe piață, a acoperirii broadband slabe și a veniturilor mici ale populației, în special în zonele rurale. Prin comparație, în UE, media era de 54% în anul 2008. În prezent (martie 2009), principalii furnizori de servicii de internet sunt Romtelecom, care este și cel mai mare operator de telefonie fixă de pe piață, cu peste 550.000 de clienți, RCS&RDS, cu peste 850.000 de clienți, și UPC România, cu peste 230.000 de utilizatori, în timp ce piața de internet mobil este dominată de Orange România și Vodafone România, primii doi jucători de telefonie mobilă.

#### Telefonia mobilă
Rata de penetrare a serviciilor de telefonie mobilă din 2008, calculată în funcție de numărul de cartele SIM preplătite „active”, a ajuns la 114%, depășind 24,5 milioane de unități, adică abonamente și cartele preplătite valabile prin intermediul cărora s-a realizat trafic tarifabil. Din cei 9,7 milioane de utilizatori cu abonament lunar existenți la data de 31 decembrie 2008, peste 70% reprezentau persoane fizice (6,8 milioane), iar cei 2,9 milioane persoane juridice reprezentau mai puțin de 30%. Piața este dominată de Orange România și Vodafone România, urmați de Cosmote România, RCS&RDS și Zapp.

#### Telefonia fixă
La data de 31 decembrie 2008, în România existau 5,04 milioane linii de acces, rata de penetrare a telefoniei fixe la nivel de populație fiind de 23,4%, iar la nivel de gospodarii de 53,6%, procentele maxime la care a ajuns vreodată acest indicator. Dintre acestea, 3 milioane de linii aparțineau companiei Romtelecom, care a deținut monopolul telefoniei fixe în România până în anul 2003. Următorul furnizor de telefonie fixă, ca mărime, este RCS&RDS, cu 1,2 milioane abonați. Numărul furnizorilor alternativi care oferă servicii de apeluri a ajuns la 49 la sfârșitul anului 2008, fiind în scădere față de sfârșitul anului precedent, în special datorită numărului mare de achiziții și fuziuni încheiate pe parcursul anului 2008.

### Finanțe
România avea ca obiectiv stabilit intrarea în zona euro în anul 2014.

### Sectorul bugetar
În decembrie 2009 existau 1,4 milioane de posturi pentru angajații din sectorul bugetar, din care erau ocupate numai 1,29 milioane de posturi.
Legea salarizării unitare a bugetarilor, intrată în vigoare la data de 1 ianuarie 2010, prevede ca raportul între salariul minim pe economie și cel mai mare salariu din sistemul bugetar să fie de maximum 1 la 12, unde 12 este nivelul salarial al președintelui României.
Aceasta în condițiile în care în acest sector există discrepanțe salariale semnificative — există salarii care trec de 14.000 de lei pe lună (3.300 de euro).
Legea mai prevede ca ponderea din Produsul Intern Brut (PIB) a cheltuielilor cu salariile bugetarilor să fie redusă progresiv de la 9,4% în 2009 la 8,7% în 2010, la 8,16% în 2011, la 7,88% în 2012, 7,58% în 2013, 7,34% în 2014 și 7% pentru 2015 și anii următori.
În anul 2009, veniturile totale la bugetul consolidat au reprezentat 32,1% din PIB, România ocupând ultimul loc în UE, față de Bulgaria - 36,9% din PIB, Ungaria - 45,8%, Cehia - 40,3% și Polonia - 37,4%.
În august 2009, omul de afaceri Dinu Patriciu (cel mai bogat român în anul 2007) declara că, după opinia lui, ar trebui disponibilizați circa 600.000 de bugetari: „Înainte de 1989 raportul era de circa un bugetar la 40 de locuitori. Acum există un bugetar la 13 locuitori, în timp ce în economiile cu adevărat eficiente media este de un bugetar la aproape 75 de locuitori”.
În mai 2010, în sistemul public erau angajați 1,36 milioane de bugetari, în timp ce în sectorul privat existau 2,94 milioane de angajați, numărul total de salariați din economie fiind de 4,3 milioane.
Tot atunci, în economie erau plătite lunar, în medie, salarii de 8,34 miliarde lei, din care 3,04 miliarde lei în sectorul bugetar și 5,3 miliarde lei în sectorul privat, salariile medii ale bugetarilor fiind cu 24% mai mari decât cele ale angajaților din sectorul privat.
Cheltuielile totale salariale prinse în bugetul pentru anul 2010 au fost de 10,7 miliarde de euro (9,3% din PIB).
În învățământ lucrează 360.000 de bugetari, adică profesori și personal auxiliar, iar cheltuielile totale ale statului cu salariile sunt de circa 2,7 miliarde euro anual.
În sistemul de sănătate lucrează aproximativ 260.000 de angajați pentru care sunt cheltuite fonduri în valoare totală de 1,9 miliarde euro.
În sistemele „speciale” (servicii secrete), de siguranță publică și apărare lucrează aproximativ 260.000 de bugetari, pentru care se cheltuie aproximativ 4 miliarde de euro.
În administrația publică locală și centrală lucrează 325.000 de angajați civili care consumă anual circa 2,1 miliarde de euro.
În companiile de stat lucrează aproximativ 400.000 de salariați.
În anul 2010 urmează să fie concediați 70.000 de angajați, iar până în 2015, peste 300.000 de bugetari își vor pierde locurile de muncă.
În anul 2009, primele 45 de companii controlate de statul român au avut afaceri de circa 10 miliarde de euro, au avut 200.000 de angajați și au avut în total pierderi de 70 de milioane de euro.

### Transporturile

România dispune de 81.693 kilometri de drum public. Aproape 60.000 de kilometri sunt de drum vechi și plin de gropi, iar 22.865 km au trecut printr-un proces de modernizare, cea mai mare parte cu îmbrăcăminți asfaltice de tip greu și mijlociu. Investițiile realizate nu garantează însă șoferilor o călătorie fără griji, pentru că jumătate dintre aceste suprafețe refăcute sunt deficitare și au durata de serviciu depășită.
Din totalul de drumuri, 16.600 sunt drumuri naționale, în jur de 35.000 km sunt drumuri județene și 29.843 km - drumuri comunale. România dispune, în prezent (august 2020), de numai 866 kilometri de autostradă. Cele mai multe drumuri din țară sunt de două benzi și doar 1.280 km dispun de patru benzi de circulație.
România ocupă locul 123 la capitolul calitate a drumurilor, într-un top realizat de Forumul Economic Mondial (FEM). Înaintea României apar țări ca Albania, Bulgaria, statele asiatice Kârgâzstan și Cambodgia și statele africane Burundi, Tanzania și Zambia.
Investițiile României în infrastructură feroviară sunt mult în urma celor mai multe dintre țările europene. În ultimii zece ani s-au primit doar 8-10% din necesarul de bani pentru dezvoltarea și modernizarea infrastructurii feroviare. România dispune de 10.785 kilometri de cale ferată, din care doar 4.000 kilometri sunt electrificați.

### Resursele naturale
Sare
Rezervele de sare ale României sunt estimate la circa 400 milioane tone, marele avantaj al acesteia fiind calitatea.
În anul 2007 se exploatau în jur de 2,6 milioane de tone sare anual, din care 1,6 milioane de tone sare saramură, folosită exclusiv în industria chimică.
Alte 900.000 de tone sunt sare gemă (exploatată din rocă), folosită în general la deszăpezirea drumurilor pe timp de iarnă, diferența de circa 100.000 de tone fiind reprezentată de sarea cristalizată, cea care intră în consumul alimentar.
România exporta în anul 2007 aproape 30% din ceea ce exploata.
Singura companie producătoare de sare din România este Salrom.

## Variația regională
Date statistice salariul mediu/lună pentru luna Septembrie 2019:
|  |           |  | Brut (lei) |  | Net (lei) |
|  | București |  | 6.597      |  | 3.859     |
|  | Timiș     |  | 5.545      |  | 3.244     |
|  | Cluj      |  | 5.470      |  | 3.199     |
|  | România   |  | 5.163      |  | 3.020     |
|  | Iași      |  | 4.882      |  | 2.856     |
|  | Brașov    |  | 4.759      |  | 2.784     |
|  | Dolj      |  | 4.575      |  | 2.676     |
|  | Constanța |  | 4.571      |  | 2.674     |
|  | Prahova   |  | 4.468      |  | 2.614     |

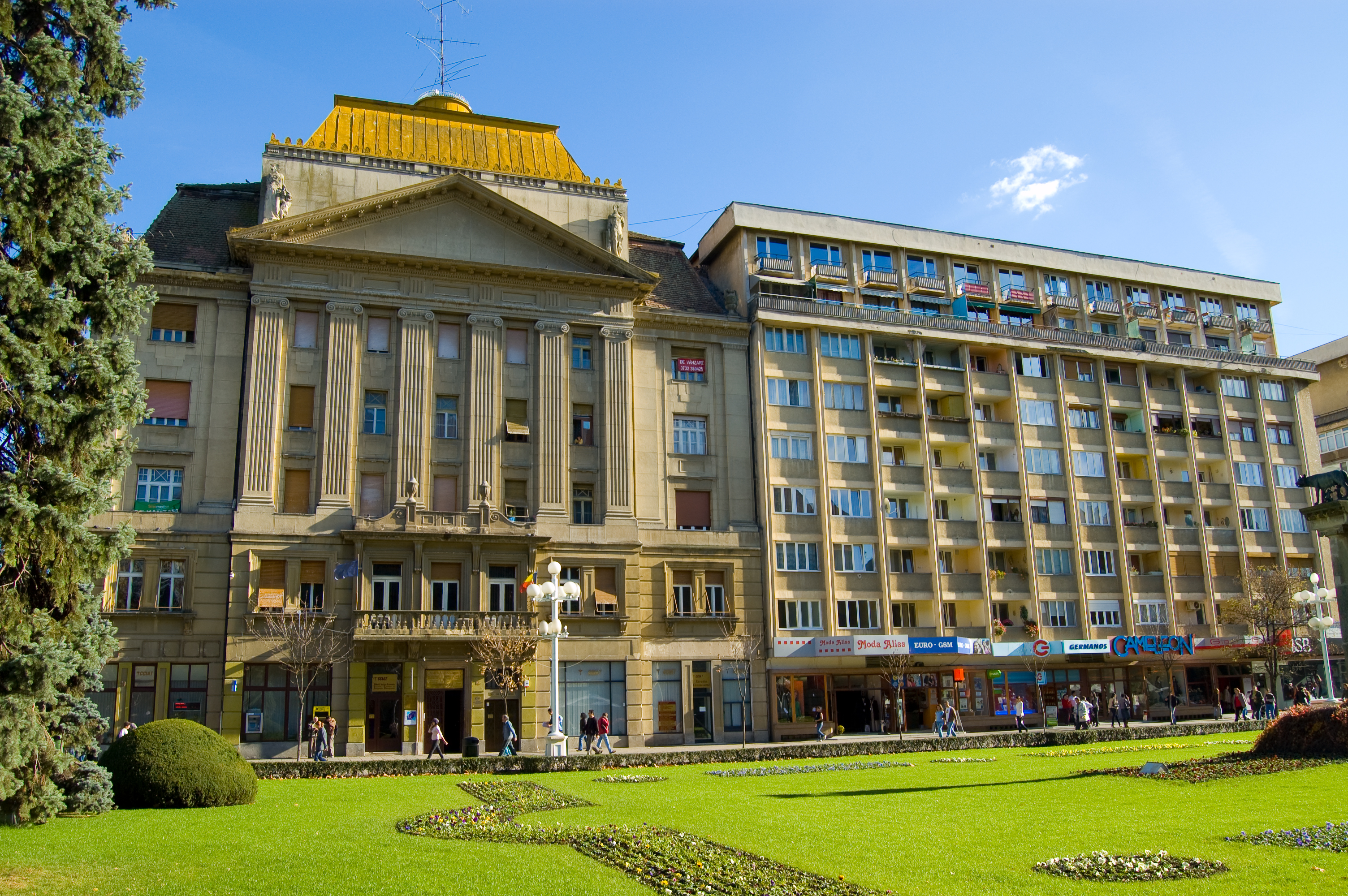
Sediul Camerei de Comerț, Industrie și Agricultură Timiș

Regiunea de dezvoltare Vest are cea mai rapidă urbanizare din România, fenomen demografic corelat cu dezvoltarea economică accelerată a Timișoarei. Trendul se va accentua odată cu aderarea României la Spațiul Schengen și celelalte structuri euro-atlantice, datorită proximității imediate la graniță și accesului rapid al regiunii la piețele din Occident și Balcanii de Vest. Timișul este din anul 2023 cea mai mare piață de real-estate din România, cu 1.459 de proiecte în execuție și pregătire.

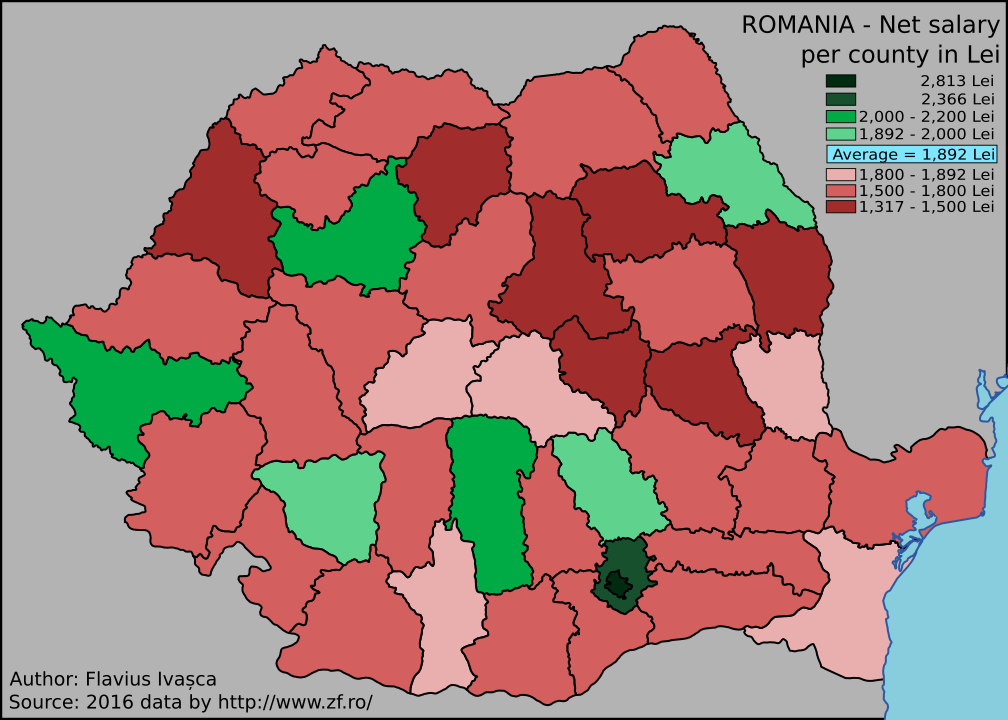
Harta salariului net, pe județe, în România. Timișul are cel mai mare venit mediu din țară după București, iar Timișoara cel mai ridicat standard al vieții la nivel național (locul 53 în Europa)

În anul 2021 Timișoara a fost declarat cel mai bun oraș din România și al treilea din Europa pentru munca la distanță, conform raportului de specialitate efectuat de platforma OVO Network. Cu o viteză de download de 90,27 de megabiți pe secundă, Timișoara a fost în 2013 orașul cu cel mai rapid Internet din lume.

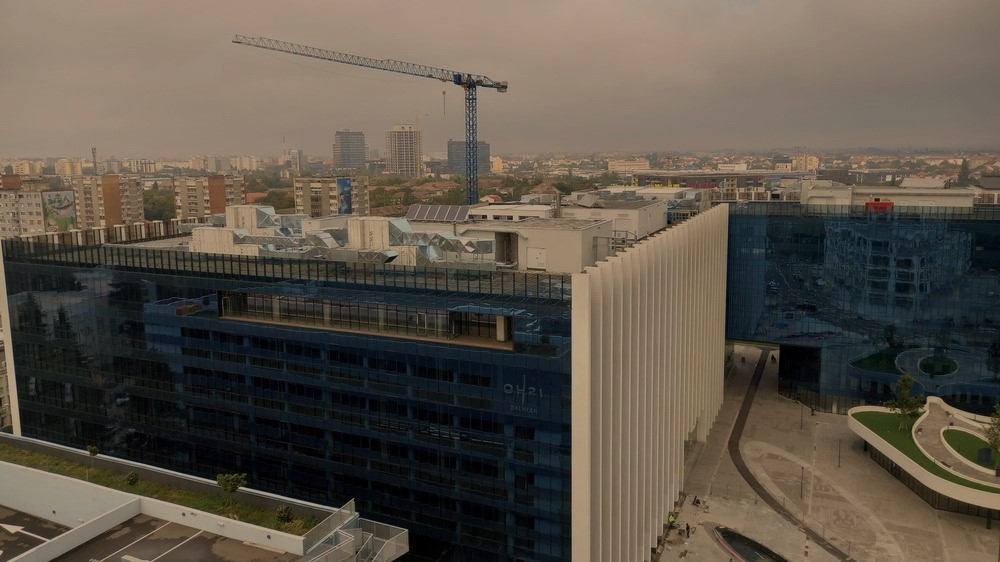
Vedere de ansamblu asupra zonelor de regenerare urbană din Timișoara, orientate spre dezvoltarea unor ecosisteme economice cu valoare adăugată ridicată, în domenii precum tehnologia informației și comunicațiilor, industriile creative și sectorul terțiar. Aceste transformări sunt corelate cu extinderea proiectelor rezidențiale și comerciale, conturând orașului un nou model de dezvoltare urbană integrată

Conform datelor oficiale furnizate de Banca Mondială, Timișoara este orașul cu cea mai mare creștere economică din Uniunea Europeană. În clasamentul mondial al calității vieții realizat de platforma Numbeo, Timișoara se află pe primul loc în România, pe poziția 84 în lume și 53 în Europa, imediat după Philadelphia, Birmingham, Praga sau Berlin, și peste Lisabona, Bruxelles, Manchester sau Lyon.
Este singurul oraș din România inclus de publicația Time în topul destinațiilor turistice din lume, alături de Washington, D.C., Barcelona sau Napoli. A fost desemnat cel mai bun oraș de city-break din Europa în anul 2023.

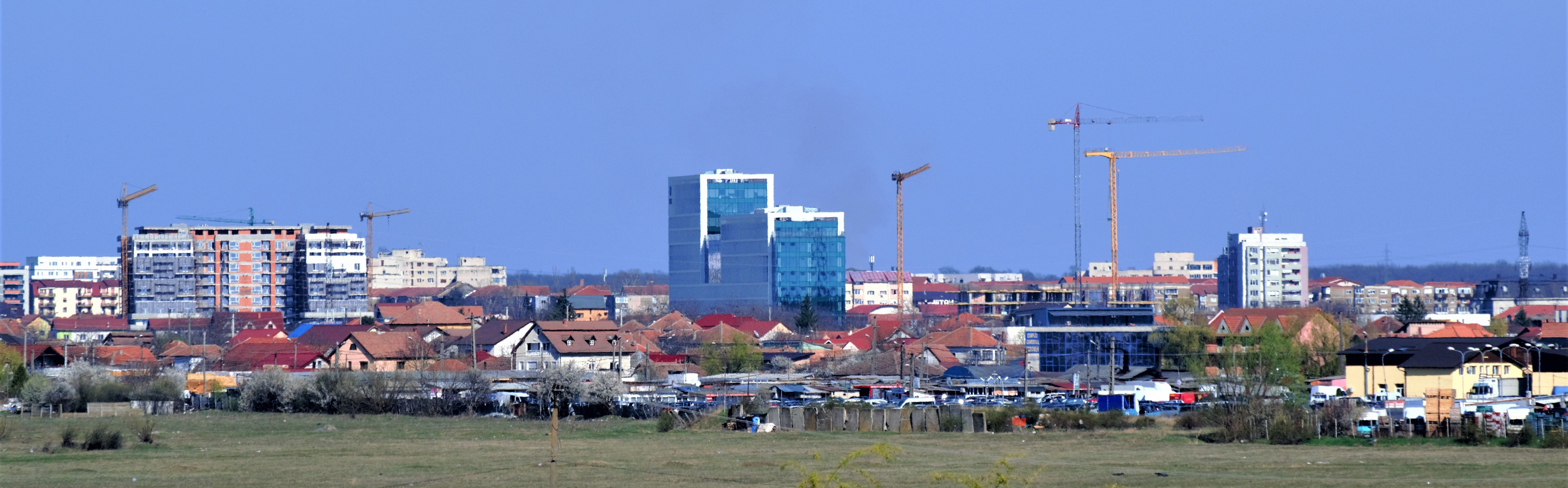
Imagine panoramică cu investițiile din zona de nord a Timișoarei, evidențiind construirea de turnuri de birouri, precum și expansiunea accelerată a sectorului imobiliar, comercial și de servicii al celei mai dezvoltate piețe regionale a României

Timișoara este cel mai bun oraș pentru afaceri din România, conform companiei Forbes. Este singurul oraș din Europa de Est cu grad investițional AAA, calculat de agenția Fitch Ratings.

## Indicatori statistici
Tabelul următor prezintă principalii indicatori economici din anii 1980-2022 și estimați pentru 2023-2028 de Fondul Monetar Internațional. Inflația sub 5% este în verde.
| Year | PIB (în miliarde US$ PPC) | PIB pe cap de locuitor (în US$ PPC) | PIB (în miliarde US$ nominali) | PIB pe cap de locuitor (în US$ nominali) | PIB (în procente) | Rata inflației (în procente) | Șomaj (în procente) | Datoria publică (în procente din PIB) |
| ---- | ------------------------- | ----------------------------------- | ------------------------------ | ---------------------------------------- | ----------------- | ---------------------------- | ------------------- | ------------------------------------- |
| 1980 | 114,1                     | 5.087                               | 46,1                           | 2.052                                    | ▲3,3%             | ▲1,5%                        | N/A                 | N/A                                   |
| 1981 | ▲125,1                    | ▲5.541                              | ▲55,3                          | ▲2.450                                   | ▲0,1%             | ▲2,2%                        | N/A                 | N/A                                   |
| 1982 | ▲138,0                    | ▲6.084                              | ▲55,4                          | ▼2.441                                   | ▲3,9%             | ▲16,9%                       | N/A                 | N/A                                   |
| 1983 | ▲152,0                    | ▲6.674                              | ▼48,4                          | ▼2.125                                   | ▲6,0%             | ▲4,7%                        | N/A                 | N/A                                   |
| 1984 | ▲167,0                    | ▲7.300                              | ▼39,1                          | ▼1.710                                   | ▲6,0%             | ▼−0,3%                       | N/A                 | N/A                                   |
| 1985 | ▲172,0                    | ▲7.490                              | ▲48,3                          | ▲2.101                                   | ▼−0,1%            | ▼−0,2%                       | 4,0%                | N/A                                   |
| 1986 | ▲179,7                    | ▲7.783                              | ▲52,3                          | ▲2.264                                   | ▲2,4%             | ▲0,7%                        | ▼3,9%               | N/A                                   |
| 1987 | ▲185,7                    | ▲7.994                              | ▲58,5                          | ▲2.517                                   | ▲0,8%             | ▲1,1%                        | ▼3,7%               | N/A                                   |
| 1988 | ▲191,2                    | ▲8.191                              | ▲60,5                          | ▲2.593                                   | ▼−0,5%            | ▲2,6%                        | ▬3,7%               | N/A                                   |
| 1989 | ▼187,2                    | ▼7.990                              | ▼54,2                          | ▼2.314                                   | ▼−5,8%            | ▲0,9%                        | ▼3,4%               | N/A                                   |
| 1990 | ▼183,3                    | ▼7.814                              | ▼38,5                          | ▼1.641                                   | ▼−5,6%            | ▲127,9%                      | ▬3,4%               | N/A                                   |
| 1991 | ▼165,0                    | ▼7.045                              | ▼29,1                          | ▼1.241                                   | ▼−12,9%           | ▲161,1%                      | ▲3,5%               | N/A                                   |
| 1992 | ▼154,0                    | ▼6.599                              | ▼19,8                          | ▼847                                     | ▼−8,8%            | ▲210,4%                      | ▲5,4%               | N/A                                   |
| 1993 | ▲160,0                    | ▲6.896                              | ▲26,6                          | ▲1.147                                   | ▲1,5%             | ▲256,1%                      | ▲9,2%               | N/A                                   |
| 1994 | ▲169,9                    | ▲7.365                              | ▲30,4                          | ▲1.317                                   | ▲3,9%             | ▲136,7%                      | ▲11,0%              | N/A                                   |
| 1995 | ▲185,8                    | ▲8.105                              | ▲35,8                          | ▲1.563                                   | ▲7,1%             | ▲32,3%                       | ▼9,9%               | N/A                                   |
| 1996 | ▲196,7                    | ▲8.627                              | ▼35,7                          | ▲1.565                                   | ▲3,9%             | ▲38,8%                       | ▼7,3%               | N/A                                   |
| 1997 | ▼188,0                    | ▼8.289                              | ▼35,6                          | ▲1.571                                   | ▼−6,1%            | ▲154,8%                      | ▲7,9%               | N/A                                   |
| 1998 | ▼180,9                    | ▼8.018                              | ▲42,6                          | ▲1.885                                   | ▼−4,8%            | ▲59,1%                       | ▲9,6%               | N/A                                   |
| 1999 | ▲181,4                    | ▲8.076                              | ▼36,0                          | ▼1.600                                   | ▼−1,2%            | ▲45,8%                       | ▼7,2%               | N/A                                   |
| 2000 | ▲190,9                    | ▲8.501                              | ▲37,4                          | ▲1.667                                   | ▲2,9%             | ▲45,7%                       | ▲7,6%               | 29,5%                                 |
| 2001 | ▲205,1                    | ▲9.145                              | ▲40,4                          | ▲1.800                                   | ▲5,1%             | ▲34,5%                       | ▼7,4%               | ▼27,4%                                |
| 2002 | ▲220,2                    | ▲10.083                             | ▲46,0                          | ▲2.108                                   | ▲5,7%             | ▲22,5%                       | ▲8,3%               | ▼27,3%                                |
| 2003 | ▲229,7                    | ▲10.620                             | ▲57,8                          | ▲2.672                                   | ▲2,3%             | ▲15,4%                       | ▼7,8%               | ▼24,9%                                |
| 2004 | ▲260,1                    | ▲12.091                             | ▲75,1                          | ▲3.487                                   | ▲10,3%            | ▲11,9%                       | ▲8,0%               | ▼21,3%                                |
| 2005 | ▲280,1                    | ▲13.140                             | ▲98,5                          | ▲4.608                                   | ▲4,7%             | ▲9,0%                        | ▼7,1%               | ▼17,8%                                |
| 2006 | ▲312,9                    | ▲14.718                             | ▲122,1                         | ▲5.744                                   | ▲8,0%             | ▲6,6%                        | ▲7,2%               | ▼12,7%                                |
| 2007 | ▲344,5                    | ▲16.301                             | ▲174,8                         | ▲8,273                                   | ▲7,2%             | ▲4,8%                        | ▼6,3%               | ▲12,4%                                |
| 2008 | ▲384,1                    | ▲18.613                             | ▲215,6                         | ▲10.446                                  | ▲9,4%             | ▲7,8%                        | ▼5,6%               | ▲13,0%                                |
| 2009 | ▼365,1                    | ▼17.861                             | ▼174,6                         | ▼8.540                                   | ▼−5,5%            | ▲5,6%                        | ▲8,4%               | ▲22,5%                                |
| 2010 | ▼355,0                    | ▼17.493                             | ▼170,3                         | ▼8.391                                   | ▼−3,9%            | ▲6,1%                        | ▲9,0%               | ▲30,2%                                |
| 2011 | ▲378,8                    | ▲18.754                             | ▲192,8                         | ▲9.546                                   | ▲4,5%             | ▲5,8%                        | ▲9,1%               | ▲32,6%                                |
| 2012 | ▲397,3                    | ▲19.771                             | ▼179,2                         | ▼8.919                                   | ▲1,9%             | ▲3,3%                        | ▼8,7%               | ▲36,2%                                |
| 2013 | ▼393,2                    | ▼19.641                             | ▲189,8                         | ▲9.481                                   | ▲0,2%             | ▲4,0%                        | ▲9,0%               | ▲39,2%                                |
| 2014 | ▲410,8                    | ▲20.592                             | ▲200,0                         | ▲10.025                                  | ▲4,1%             | ▲1,1%                        | ▼8,6%               | ▲40,5%                                |
| 2015 | ▲428,6                    | ▲21.570                             | ▼177,9                         | ▼8.951                                   | ▲3,2%             | ▼−0,6%                       | ▼8,4%               | ▼39,4%                                |
| 2016 | ▲470,9                    | ▲23.831                             | ▲185,3                         | ▲9.378                                   | ▲2,9%             | ▼−1,6%                       | ▼7,2%               | ▲39,5%                                |
| 2017 | ▲530,8                    | ▲27.020                             | ▲210,5                         | ▲10.717                                  | ▲8,2%             | ▲1,3%                        | ▼6,1%               | ▼37,1%                                |
| 2018 | ▲576,3                    | ▲29.504                             | ▲243,5                         | ▲12.465                                  | ▲6,0%             | ▲4,6%                        | ▼5,2%               | ▼36,2%                                |
| 2019 | ▲609,2                    | ▲31.379                             | ▲251,0                         | ▲12.928                                  | ▲3,8%             | ▲3,8%                        | ▼4,9%               | ▲36,6%                                |
| 2020 | ▼594,4                    | ▼30.751                             | ▲251,7                         | ▲13.021                                  | ▼−3,7%            | ▲2,6%                        | ▲6,1%               | ▲49,4%                                |
| 2021 | ▲657,5                    | ▲34.245                             | ▲285,6                         | ▲14.874                                  | ▲5,9%             | ▲5,0%                        | ▼5,6%               | ▲51,1%                                |
| 2022 | ▲737,3                    | ▲38.721                             | ▲301,8                         | ▲15.851                                  | ▲4,8%             | ▲13,8%                       | ▬5,6%               | ▼48,7%                                |
| 2023 | ▲783,9                    | ▲41.633                             | ▲348,9                         | ▲18.530                                  | ▲2,4%             | ▲10,5%                       | ▬5,6%               | ▼48,3%                                |
| 2024 | ▲830,5                    | ▲44.484                             | ▲376,7                         | ▲20.175                                  | ▲3,6%             | ▲5,8%                        | ▼5,4%               | ▲49,3%                                |
| 2025 | ▲878,0                    | ▲47.441                             | ▲405,2                         | ▲21.893                                  | ▲3,7%             | ▲4,2%                        | ▼5,3%               | ▲50,3%                                |
| 2026 | ▲927,5                    | ▲50.509                             | ▲429,7                         | ▲23.398                                  | ▲3,7%             | ▲3,0%                        | ▼5,2%               | ▲51,4%                                |
| 2027 | ▲978,1                    | ▲53.684                             | ▲450,9                         | ▲24.749                                  | ▲3,6%             | ▲2,6%                        | ▼5,1%               | ▲52,8%                                |
| 2028 | ▲1.031,9                  | ▲57.075                             | ▲469,6                         | ▲25.974                                  | ▲3,5%             | ▲2,5%                        | ▼5,0%               | ▲54,2%                                |

Creșterea economică
| An       | 2015      | 2006 | 2005 | 2004 | 2003 | 2002 | 2001 | 2000 | 1999  |
| -------- | --------- | ---- | ---- | ---- | ---- | ---- | ---- | ---- | ----- |
| Creștere | 3% (est.) | 7,7% | 4,1% | 8,3% | 5,2% | 5,1% | 5,7% | 2,1% | -1,2% |

### Datoria publică
Datoria publică la 31 decembrie 2022 a fost în valoare 666,6 mld. lei, reprezentând 47,3% din PIB. 
În funcție de durată este împărțită în: 
- pe termen mediu și lung: 625,6 mld. lei, reprezentând 93,8% din datoria publică
- pe termen scurt: 41,0 mld. lei, reprezentând 6,2% din datoria publică

În funcție de proveniență este împărțită în:
- internă: 336,0 mld. lei, reprezentând 50,4% din datoria publică
- externă: 330,6 mld. lei, reprezentând 49,6% din datoria publică[111]

### Rezerva națională
Rezerva de aur și valute a României a ajuns la 26,9 miliarde euro în octombrie 2007, din care :
- 25,2 miliarde euro - rezerve valutare
- 104,7 tone de aur

Rezervele internaționale ale României (valute plus aur) la 31 decembrie 2009 au fost de 30,8 miliarde euro, din care rezervele valutare erau de 28,3 miliarde euro, iar rezerva de aur era de 103,7 tone (cu o valoare de 2,5 miliarde euro).
În iunie 2010, rezerva de aur a României era de 103,7 tone, față de Bulgaria - 39,8 tone, Letonia - 7,8 tone, Lituania - 5,9 tone, Polonia - 103 tone, Slovacia - 31,7 tone.
Rezervele valutare ale României erau de 31,6 miliarde euro.
Astfel, rezervele internaționale ale României - valute plus aur - erau de 34,9 miliarde euro în iunie 2010.

### Deficitul de cont curent
Deficitul de cont curent al României a crescut cu 10,9% în primele trei luni ale anului 2008, până la 3,5 miliarde euro.
În anul 2009, deficitul de cont curent a fost de 5 miliarde euro, ceea ce reprezintă circa 4,4% din produsul intern brut (PIB).
În 2008, deficitul de cont curent era de 11,8% din PIB.

### Deficitul bugetar
În anul 2006 deficitul bugetar a fost de 1,9% din PIB, la un venit bugetar de 33,2% din PIB și cheltuieli bugetare de 35% din PIB. În anul 2009, deficitul bugetar a fost de 7,4%
(8,3% după altă estimare),
având o valoare de 36,4 de miliarde de lei.
Averea românilor
Aproximativ 90% din averea reală a românilor o reprezintă în continuare locuințele proprietate personală, în timp ce în UE-13 averea financiară și cea imobiliară au ponderi egale în averea reală a populației, 50-50%.
Avuția și îndatorarea financiară totală pe cap de locuitor în România este de 1.441 euro, respectiv 888 euro. Prin comparație, avuția financiară per capita în Cehia se apropie de 8.000 de euro, în Ungaria depășește cu puțin 6.000 de euro, iar în Polonia este de 6.000 euro. Îndatorarea ajunge la 1.500 de euro pe cap de locuitor în Polonia și Slovacia și la 3.000 de euro/capita în Ungaria.
Agenții economici
În noiembrie 2009, în România existau aproximativ un milion de firme active.

## Forța de muncă
În anul 2019 numărul de salariați din România este de aproximativ 5 milioane persoane, conform datelor oficiale comunicate de Institutul Național de Statistică.  În anul 2011, numărul de salariați cu forme legale de muncă era de 4 milioane, la o populație ocupată de peste 9 milioane de persoane. În același timp în economie existau peste 6 milioane de salariați, în această cifră fiind incluși și angajații care munceau la negru.
În anul 2008, numărul de angajați în România era de aproximativ 4,7 milioane, iar din aceștia, aproximativ 1,5 milioane erau plătiți din bani publici..
Aproximativ o treime din români activează în agricultură (în anul 2007), în timp ce media pe UE era de 6%.
Număr de salariați:
| Anul               | 2019 | 2014 | 2011 | 2010 | 2009 | 2002 | 1990 |
| ------------------ | ---- | ---- | ---- | ---- | ---- | ---- | ---- |
| milioane salariați | 5,0  | 4,9  | 4,0  | 4,3  | 4,8  | 4,3  | 8    |

Migrația forței de muncăÎn ultimii ani, o bună parte din forța de muncă a migrat în special în Italia și Spania (aproximativ 2 milioane persoane).
Sumele trimise de românii care lucrează în străinătate au fost:
Migrația forței de muncă
În ultimii ani, o bună parte din forța de muncă a migrat în special în Italia și Spania (aproximativ 2 milioane persoane).
Sumele trimise de românii care lucrează în străinătate au fost:
| Anul          | 2009 | 2008 | 2007    | 2006    | 2005    | 2004    |
| ------------- | ---- | ---- | ------- | ------- | ------- | ------- |
| miliarde euro | 3    | 5,1  | 8,5 ($) | 6,7 ($) | 4,7 ($) | 1,7 ($) |

În anul 2009, sumele trimise de românii care lucrau în statele UE au totalizat 2,668 miliarde de euro, iar cele trimise de românii care lucrau în afara UE s-au situat la 358 milioane de euro. Cu un total de 3 miliarde euro, românii au fost pe locul doi în UE, după spanioli (cu 4,8 miliarde euro) după suma totală trimisă în țară. În anul 2008, sumele trimise de românii care lucrau în statele UE au totalizat 4,792 miliarde de euro, iar cele trimise de românii care lucrau în afara UE s-au situat la 364 milioane de euro.
În anul 2009, remiterile din România au totalizat 174 milioane de euro, din care 85 de milioane către state din UE și 89 milioane euro în afara blocului comunitar.

### Șomajul
În anul 2010, bugetul asigurărilor pentru șomaj prevede un deficit de 1,376 miliarde lei, în condițiile în care se estimează creșterea cheltuielilor pentru șomaj la 2,943 miliarde lei, iar veniturile alocate se ridică la 1,566 miliarde lei.
- 2015: 4,9% în decembrie[134]
- 2009
  - 7,8% în decembrie, cu 709.383 șomeri[133]
  - 6,6% în august, cu 601.673 șomeri[135]. Cea mai mare rată a șomajului a fost în județul Vaslui, 12,5%, iar cea mai mică în Ilfov - 1,8%
  - 6,3% în iunie, cu 570.000 șomeri[136]
- 2008: 5,7% în perioada ianuarie - martie[135]
- 2007: 4,1% în octombrie[137]
- 2006: 7,2%[138]
- 2004: 7,1%[139]
- 2003: 731.360 de șomeri în aprilie[140]

Conform estimărilor Asociației Oamenilor de Afaceri din România, numărul șomerilor va depăși 800.000 de persoane la finele anului 2009, iar în 2010 se va atinge pragul de un milion.
Salariul minim pe economie
Evoluția salariului minim pe economie, pe ani:
| Anul | 2016  | 2007 | 2006 | 2005 | 2004 | 2003 | 2002 | 2001 |
| ---- | ----- | ---- | ---- | ---- | ---- | ---- | ---- | ---- |
| RON  | 1.050 | 390  | 330  | 310  | 280  | 250  | 175  | 140  |
| EURO | 235   | 114  | 90   | 85   | 70   | 65   | 55   | 55   |

### Pensii
În anul 2009, în România existau 4,72 milioane de pensionari plătiți de la bugetul asigurărilor sociale de stat, din care peste un milion de persoane au pensie de invaliditate sau pensie anticipată, iar 577.000 beneficiază de pensie de urmaș.
La aceștia se adaugă aproape un milion de pensionari plătiți direct de la bugetul de stat, din care aproape 800.000 sunt foști agricultori și 160.000 pensionari din apărare, securitate națională și ordine publică (sub 3% din totalul pensionarilor).
Cheltuielile cu pensiile reprezintă o pondere de 11,8% din PIB, iar din punctul acesta de vedere, România ocupă locul al șaselea în UE.
Prin comparație, Bulgaria cheltuie 7,7% din PIB pentru factura pensiilor, ungurii - 6,8%, cehii - 7,5% iar polonezii - 9,9%.
Cel mai mult cheltuie Franța, respectiv 15,4% din PIB, urmată de Italia (15,2%) și Austria (14,2%).
În iulie 2010, în România erau 1,8 milioane de pensionari cu stagiu complet, 1,3 milioane de pensionari fără stagiu complet și 906.000 de pensionari pe caz de boală.
Din anul 2007 a fost introdusă obligativitatea alegerii unui fond de pensie privat pentru angajații cu vârste până în 35 de ani. Pentru cei cu vârste între 35 și 45 de ani, alegerea unui fond de pensii obligatorii este opțională.
În prezent (septembrie 2009), vârsta medie de pensionare este de 63,5 ani pentru bărbați și de 57,5 ani în cazul femeilor. Începând cu anul 2015, se va trece la creșterea vârstei de pensionare și a stagiilor complete de cotizare pentru femei cu trei luni pe an, pentru egalizare cu vârsta de pensionare a bărbaților la 65 de ani, până în 2030.
Evoluția numărului de pensionari:
| Anul                          | 2009    | 2008    | 2004    | 1999     | 1996    | 1992    | 1989    |
| ----------------------------- | ------- | ------- | ------- | -------- | ------- | ------- | ------- |
| milioane pensionari           | 4,7     | 4,6     | 4,4     | 4,3      | 3,7     | 3,2     | 2,6     |
| raportul angajați/pensionari  | 0,9 / 1 | 0,9 / 1 | 0,9 / 1 | 1,05 / 1 | 1,6 / 1 | 2,1 / 1 | 3,4 / 1 |
| cheltuieli anuale (mliarde $) | 13,0    | 7,5     | 4,0     | 2,1      | 1,6     | 1,2     | ?       |

## Produsul Intern Brut al României
În anul 2012 România s-a situat pe penultimul loc din Uniunea Europeană după valoarea Produsului Intern Brut (PIB)/PP pe cap de locuitor, respectiv de 16.310 USD conform Băncii Mondiale fiind urmată doar de Bulgaria. Conform aceleași instituții internaționale în anul 2012 valoarea totală a PIB a fost de 169.396 miliarde USD.  
Economia României a intrat în recesiune în trimestrul al treilea din 2008, odată cu scăderea Produsului Intern Brut cu 0,1%.
Începând de atunci, PIB-ul a înregistrat scăderi în fiecare trimestru, exceptând creșterea ușoară, de 0,1%, din trimestrul al treilea din 2009.
În anul 2009 economia României a înregistrat un declin de peste 7%, iar pentru anul 2010 este așteptată o scădere de încă 1%.
În mai 2010, economia subterană era estimată la un nivel de 35%-40% din PIB.
Evaziunea fiscală din industria alimentară se ridică la 7-8 miliarde euro anual, iar alte două miliarde de euro se pierd prin evaziunea cu tutun, alcool și produse petroliere.
Produsul intern brut în anul 2011 a fost, în termeni reali, mai mare cu 2,3% comparativ cu anul 2010, respectiv de 557.348 miliarde lei (prețuri curente) mai mult decât dublu față de 2005 conform datelor definitive prezentate de către Institutul Național de Statistică în luna octombrie 2013.
Valoarea PIB-ului pe ani:
| Anul                | 2016  | 2015  | 2014  | 2013  | 2012  | 2011  | 2010  | 2009  | 2008  | 2007  | 2006  | 2005  | 2004  | 2003  | 2002  | 2001  | 2000 | 1999 | 1998 |
| ------------------- | ----- | ----- | ----- | ----- | ----- | ----- | ----- | ----- | ----- | ----- | ----- | ----- | ----- | ----- | ----- | ----- | ---- | ---- | ---- |
| PIB - miliarde RON  | 765,1 | 711,1 | 668,1 | 637,5 | 595,4 | 557,3 | 522,6 | 501,1 | 514,7 | 416,0 | 344,6 | 289,0 | 238,7 | 189,1 | 151,4 | 116,7 | 80,3 | 54,5 | 33,8 |
| PIB - miliarde Euro | 170,4 | 159,1 | 152,4 | 140,6 | 132   | 131,5 | 124,1 | 118,3 | 139,7 | 124,7 | 97,8  | 79,3  | 58,9  | 50,3  | 48,4  | 44,8  | 40,2 | 33,4 | 33,9 |
| PIB - miliarde USD  | 188,5 |       |       | -     | -     | 182,8 | 164,4 | 164,3 | 204,3 | 170,6 | 122,7 | 99,2  | 73,1  | 56,9  | 45,8  | 40,1  | 37   | 35,6 | 38,1 |

Pentru anii 2014 - 2016 valorile PIB in RON sunt conform datelor Institutului Național de Statistică, tabelul "PIB_trimestrial_ ESA_2010_tr1_1_2017.xls" - PIB metoda veniturilor SEC 2010, ultima actualizare 07.06.2017. Pentru calculul valorilor în Euro s-au folosit cursurile valutare valabile în data de 1 iulie a fiecărui an.
Ponderea sectorului privat în PIB:
| Anul    | 2005  | 2004  | 2003  | 2002  | 2001  | 2000  | 1999  | 1998  | 1997  | 1996  | 1995  | 1994  | 1993  | 1990  |
| ------- | ----- | ----- | ----- | ----- | ----- | ----- | ----- | ----- | ----- | ----- | ----- | ----- | ----- | ----- |
| Procent | 72,4% | 72,2% | 67,7% | 69,4% | 67,1% | 65,5% | 63,7% | 61,4% | 60,6% | 54,9% | 45,3% | 38,9% | 34,8% | 16,4% |

PIB-ul pe cap de locuitor este cu 25% mai mare în județele care au cel puțin un tronson de autostradă față de județele fără autostradă.

## Schimburi comerciale cu alte țări
În noiembrie 2009 companiile străine dețineau o pondere de circa o treime din cifra de afaceri totală de 250 miliarde de euro a companiilor din România și un număr de 760.000 de salariați, adică 17% din totalul angajaților din economie.
În anul 2008 exportul a atins un nivel de 33,6 miliarde de euro, în creștere cu aproape 14% față de 2007.
În anul 2008 comerțul exterior s-a ridicat la 89,7 miliarde de euro, înregistrând o creștere cu 11% comparativ cu valoarea din anul precedent, 56,1 miliarde euro reprezentând importuri, iar 33,6 miliarde fiind exporturile.

### Investițiile străine
Investiții străine în România:

| An            | 2009 | 2008  | 2007  | 2006  | 2005  | 2004  | 2003  |
| ------------- | ---- | ----- | ----- | ----- | ----- | ----- | ----- |
| miliarde Euro | 4,89 | 9,496 | 7,250 | 9,059 | 5,213 | 5,183 | 1,946 |

Investițiile străine directe (ISD) în România s-au redus în anul 2009 cu 48,4% față de 2008, până la 4,9 miliarde euro.
Cu toate acestea, România a ocupat poziția secundă în grupul țărilor nou intrate în Uniunea Europeană, după Polonia, și locul 15 dintre cele 27 state membre UE, în ceea ce privește investițiile atrase.
În anul 1998 România a înregistrat un volum-record al investițiilor străine, de peste două miliarde de dolari. În perioada 1999 - 2002, acestea au scăzut la 1-1,2 miliarde de dolari pe an.
În mai 2008 cele mai mari investiții străine în România erau:
- Renault - 676 de milioane de euro
- Egger - 210 milioane euro în fabrica de prelucrare materiale lemnoase din Rădăuți
- Calsonic Kansei - 120 de milioane de euro
- Saint Gobain - 120 de milioane de euro
- Delphi Diesel - 100 de milioane de euro
- Nokia - 60 de milioane de euro la fabrica de la Jucu

Până în iulie 2009 țările care au injectat cei mai mulți bani în mediul de business din România sunt, în această ordine: Olanda, Austria, Germania și Franța. Aflată pe locul al patrulea, Franța deținea un procent de 11% din investițiile străine, cu 5 miliarde Euro.
În 2001 au început investițiile în România și cei de la grupul Michelin, primul producător de anvelope din lume. Până în 2014 producătorul de anvelope a investit până acum peste 300 de milioane de euro și a crescut numărul angajaților la 3.000.
OMV Petrom investește în tehnologii și în metode secundare de recuperare pentru redezvoltarea zăcămintelor mature din România. În 2014 a investit 600 de milioane de euro în modernizarea rafinăriei Petrobrazi, lucrare care începuse în 2010.

### Exporturi
În anul 2008 exporturile României s-au majorat cu aproximativ 25%, până la un nivel de 49 miliarde de dolari (124 miliarde de lei), cel mai mare exportator fiind Rompetrol, cu suma de 1,6 miliarde dolari.

## Fonduri europene
Uniunea Europeană a pus la dispoziția României fonduri structurale de 31 miliarde euro din 2007 până în anul 2013, destinate în principal dezvoltării agriculturii și transporturilor.
Absorbția fondurilor a fost până în prezent însă foarte lentă, căzând victimă, atât lipsei de finanțare, cât și corupției și birocrației excesive.

### Burse
- Bursa de Valori București (BVB)
- Rasdaq

### Indici bursieri
- Indicele Bursei de Valori București (BET-10)
- Indicele compozit al Bursei de Valori București (BET-C)
- Indicele Societăților de Investiții Financiare (BET-FI)